# Maman cherche l'amour
Maman cherche l'amour est une émission de télévision française de télé réalité diffusée sur M6 depuis le 25 novembre 2008.
La deuxième saison s'est achevée le 16 novembre 2009.

## Concept
« Elles sont actives, dynamiques, autonomes… et mamans célibataires.
Elles ont en commun l'énergie positive qui caractérise les Françaises, mais également l'envie de rencontrer le compagnon idéal qui partagera leur vie sentimentale.
Elles sont toutes mamans célibataires, en quête du grand amour. »

## Déroulement des saisons

### Saison 1 (2008)
La première saison a été diffusée du mardi 25 novembre 2008 au mardi 23 décembre 2008.

#### Candidates
- Marie
- Carine
- Caroline
- Laurence et Laure avaient diffusé des portraits mais n'ont pas participé à l'émission[1].

### Saison 2 (2009)
La deuxième saison a été diffusée du lundi 12 octobre 2009 au lundi 16 novembre 2009 chaque lundi à 20h40 à raison de deux (puis un) épisode(s) par semaine.

#### Candidates
- Katia (38 ans, maman d'un garçon de 10 ans)
- Marie-Jo (40 ans, maman de deux enfants)
- Sophie (26 ans, maman d'une petite fille de 4 ans)
- Angie (33 ans, maman de 5 enfants)
- Laurence et Christine avaient diffusé des portraits mais n'ont pas participé à l'émission[3].

## Anecdote
Maman cherche l'amour est une version édulcorée et autrefois féminine de L'amour est dans le pré, émission diffusée également sur M6 chaque été depuis le 20 juillet 2006 mettant en scène des agriculteurs qui cherchent l'amour. Depuis que la dernière émission accueille aussi des agricultrices, ce n'est plus le cas.

## Note et référence
1. ↑  M6 décline L'amour est dans le pré aux mamans célibataires
2. ↑  Maman cherche l'amour saison 2
3. ↑  Maman cherche l'amour : Bientôt le saison 2